# Noor Zaman
Noor Zaman (* 1. April 2004 in Peschawar) ist ein pakistanischer Squashspieler.

## Karriere
Noor Zaman spielte 2019 erstmals und seit 2023 regelmäßig auf der PSA World Tour. Auf dieser gewann er bislang drei Titel. Den ersten sicherte er sich im Dezember 2023 in Islamabad, als er sich im Finale gegen Asim Khan durchsetzte. Seine höchste Platzierung in der Weltrangliste erreichte er mit Rang 67 am 31. März 2025. Bereits bei den Junioren war Zaman sehr erfolgreich: in der U19 wurde er 2022 in Pattaya im Einzel und im Folgejahr in Chennai auch mit der Mannschaft Asienmeister.
2022 wurde Zaman auch erstmals für die pakistanische Nationalmannschaft der Aktiven nominiert und belegte bei der Asienmeisterschaft den fünften Platz. Bei den 2023 ausgetragenen Asienspielen 2022 in Hangzhou gewann er mit der Mannschaft die Silbermedaille. Im Finale gegen Indien bestritt Zaman beim Gesamtstand von 1:1 die entscheidende dritte Partie, die er gegen Abhay Singh knapp im fünften Satz mit 10:12 verlor. Im Mixed schied er mit Mehwish Ali in der Gruppenphase aus. 2024 gehörte er auch erstmals zum Kader bei einer Weltmeisterschaften. Ein Jahr darauf wurde er Weltmeister der U23-Junioren.
Zaman ist der Enkel von Qamar Zaman und Neffe von Mansoor Zaman.

## Erfolge
- Vizeasienmeister im Doppel: 2025
- Gewonnene PSA-Titel: 3
- Asienspiele: 1 × Silber (Mannschaft 2022)